# Metapogon albulus
Metapogon albulus là một loài ruồi trong họ Asilidae. Metapogon albulus được Melander miêu tả năm 1924. Loài này phân bố ở vùng Tân Bắc giới.